# Hôtel de Brimont
L'Hôtel de Brimont est un hôtel particulier rémois, situé sur le boulevard Lundy, dont les plans furent élaborés par l'architecte Paul Blondel à la demande du vicomte André Ruinart de Brimont.

## Histoire
Achevé en 1897, cet hôtel particulier vaut le Prix de Rome à son jeune architecte, Paul Blondel. Même si l'histoire fait état du nom de Jules Bègue, c'est bien Blondel qui est à l'origine des plans du bâtiment. 
Riche héritier, le père du projet — le vicomte André Ruinart de Brimont — est natif de Dammarie-lès-Lys. C'est cependant à Reims qu'il épouse une londonienne, Charlotte Riboldi, en juin 1888. M. le vicomte Edgar de Brimont est, quant à lui, uni à Mina Sheppard — salonnière scandaleuse du Second Empire qui a notamment donné asile dans son pays d'origine, l'Angleterre, à Napoléon Bonaparte. Il est également l'oncle d'André et directeur de la maison Ruinart père et fils, la plus ancienne en commerce des vins de Champagne de Reims depuis 1729. C'est le présent hôtel de son neveu qui est choisi pour accueillir le nouveau siège du Champagne Ruinart. 
André Ruinart de Brimont devient vice-président de la Société. Il y collectionne les livres et les objets d'art, tandis que, dans son hôtel de Paris, son dévolu se porte vers les couteaux et fourchettes anciennes. 
Par chance, l'Hôtel de Brimont échappe aux bombardements de la Grande Guerre — il n'est touché que très partiellement.
En 1929, des fêtes mémorables s'y déploient, pour célébrer le bicentenaire de la marque. Occupé tour à tour par les Allemands puis par les aides de camp du général Eisenhower, l'hôtel particulier est situé au 34, boulevard Lundy. Le ministère de l'Éducation Nationale en devient propriétaire en 1959 et y aménage l'internat des filles du lycée Roosevelt. 
À compter de 1975, plusieurs services de l’Académie de Reims y élisent domicile. Ils déménagent pour l'actuel Centre Régional de Documentation Pédagogique (CRDP) qui est situé 17 boulevard de la Paix dans les années 2000.
L’hôtel de Brimont figure dorénavant sur la liste des immeubles protégés par le POS (plan d’occupation des sols). En 2009, la maison de champagne Jacquart s'en présente comme l'ultime acquéreur et y installe son nouveau siège.

## Galerie d'images

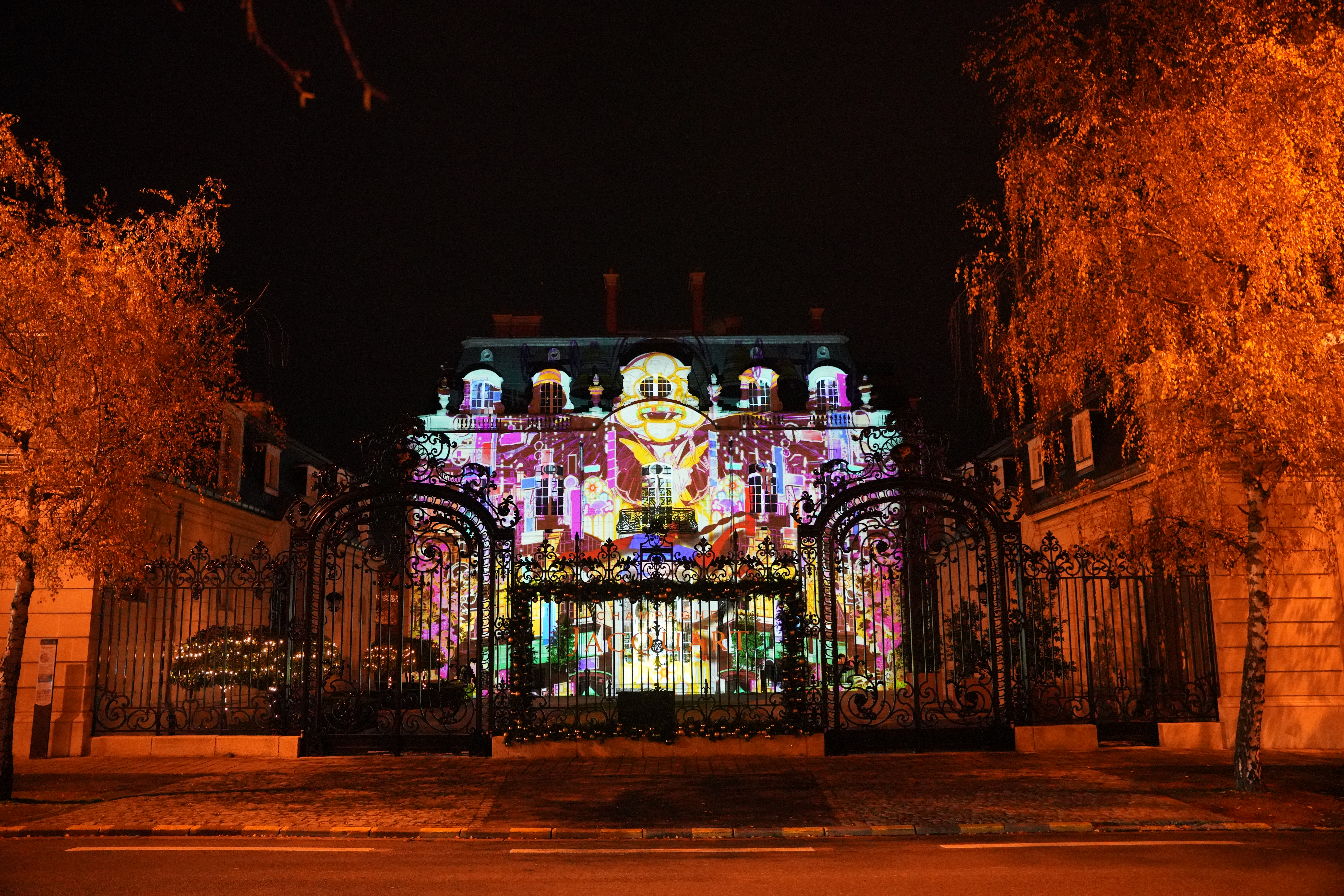
Décoration nocturne.
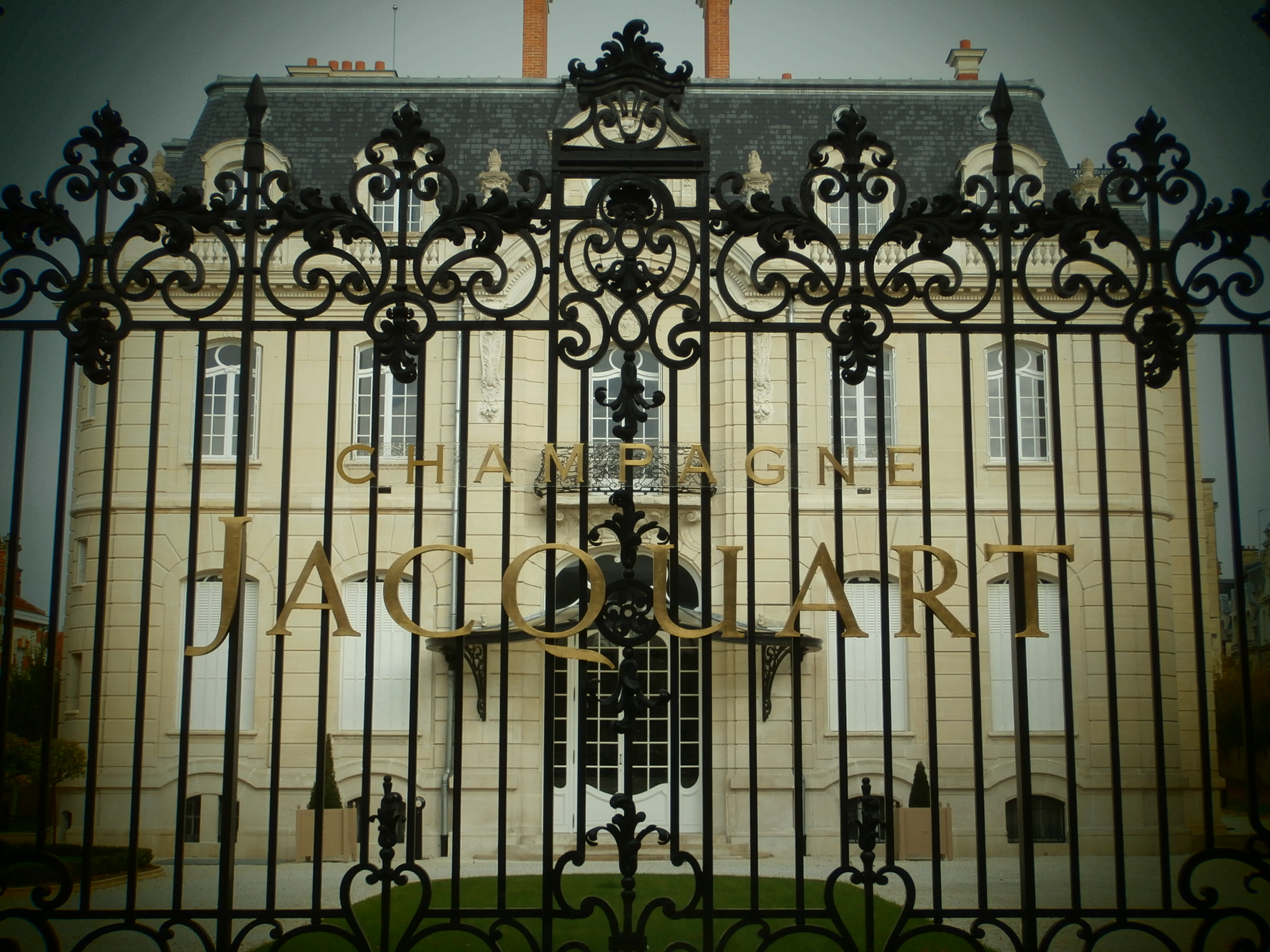
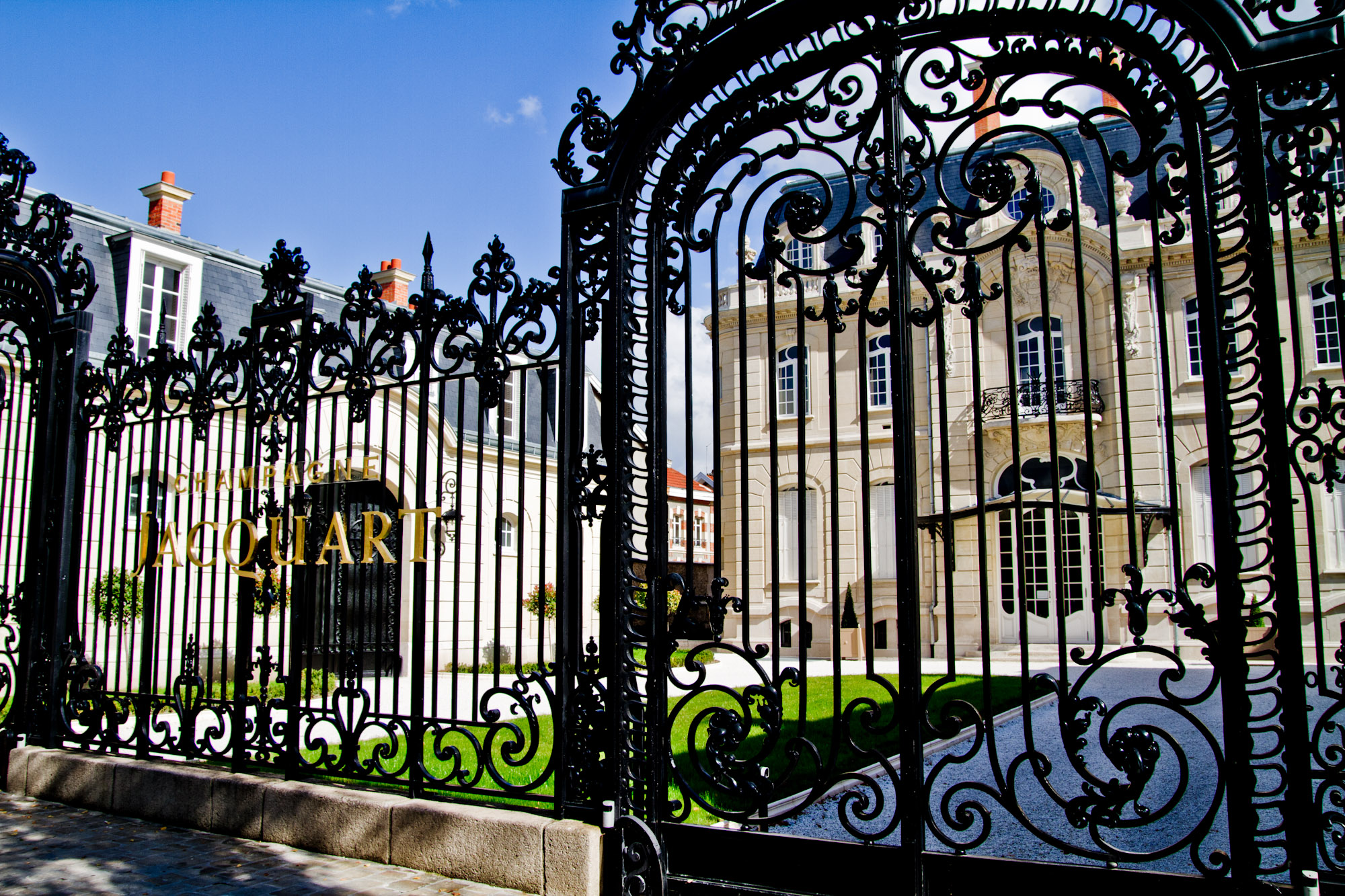
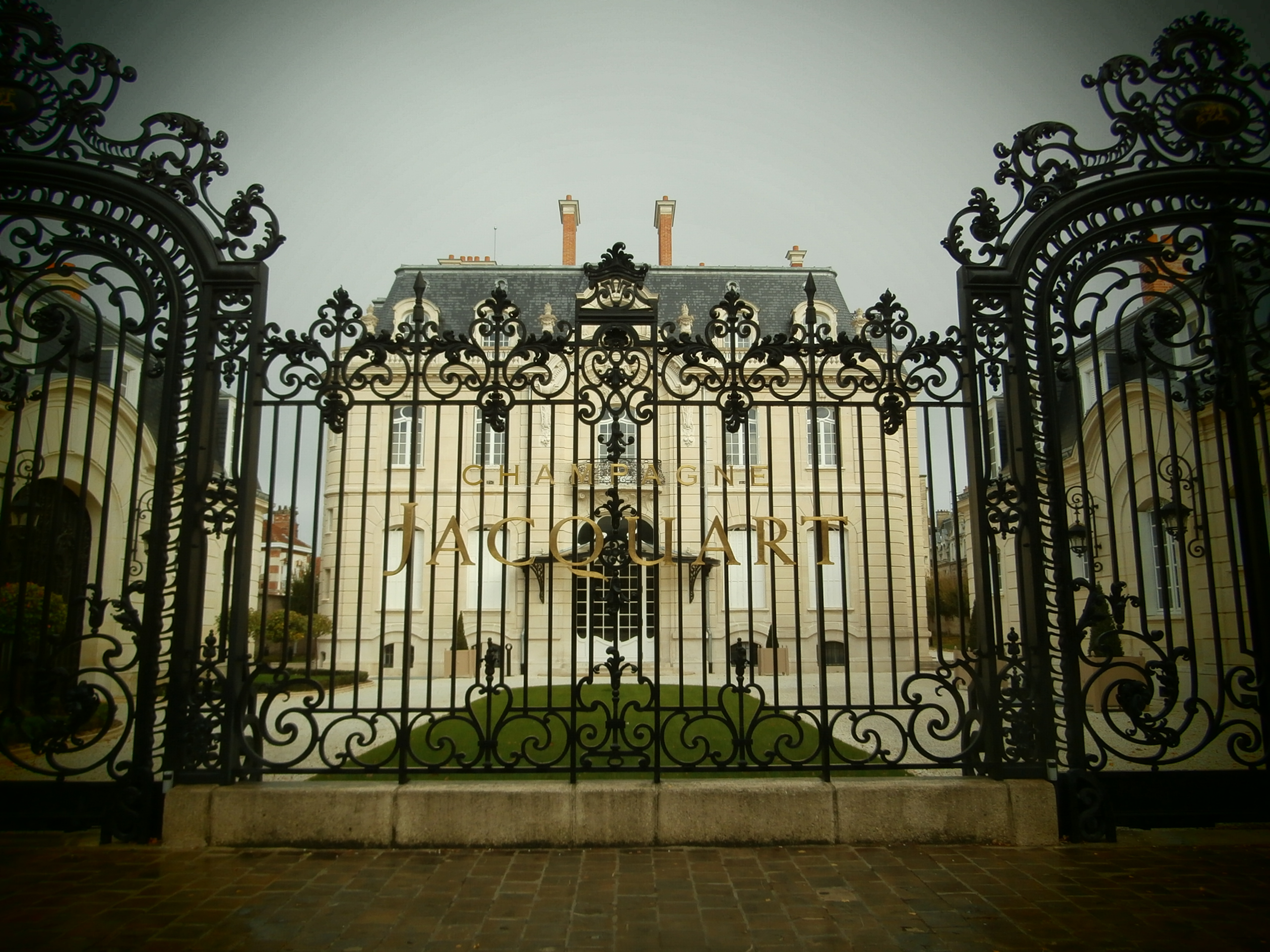
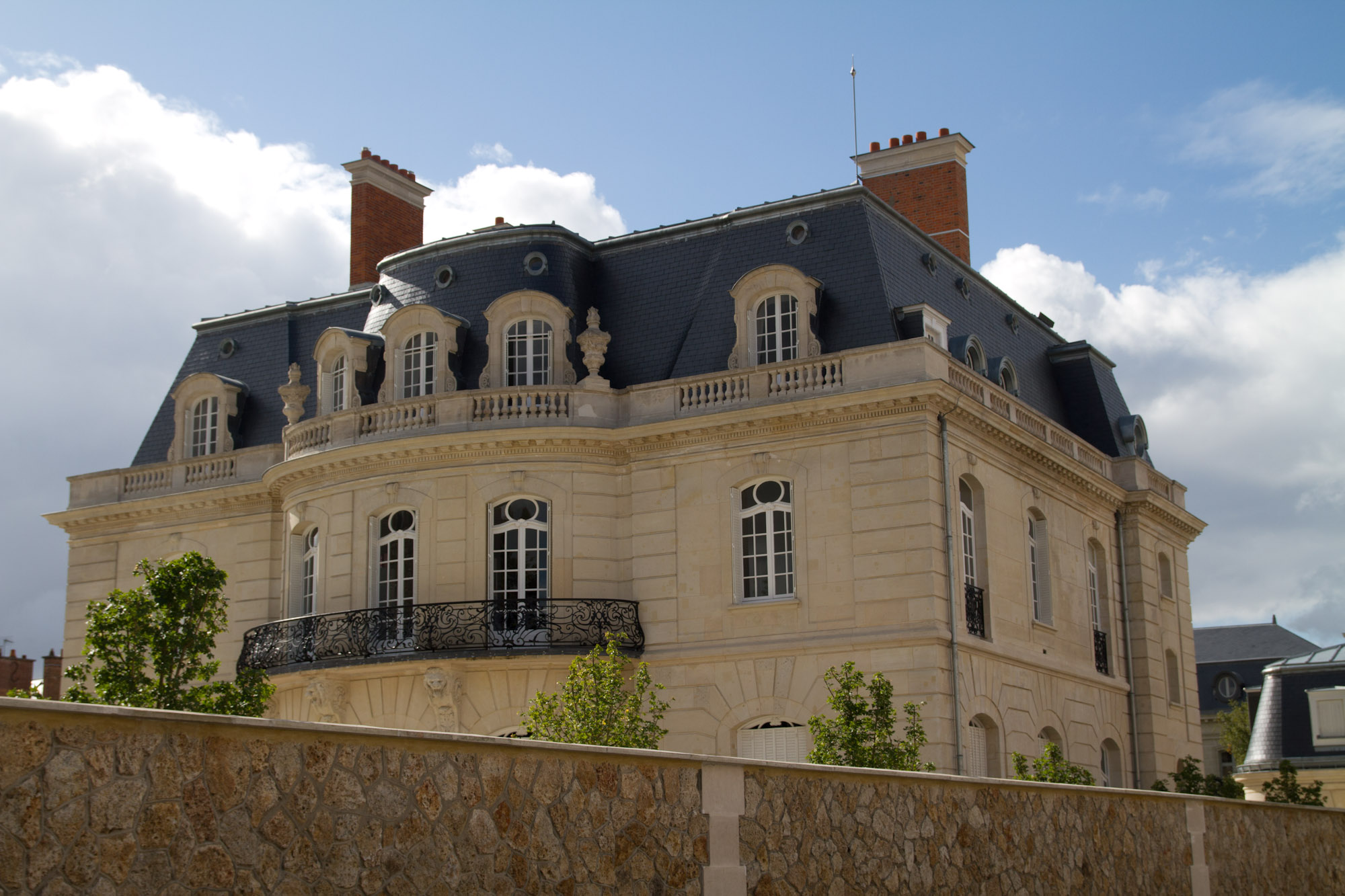
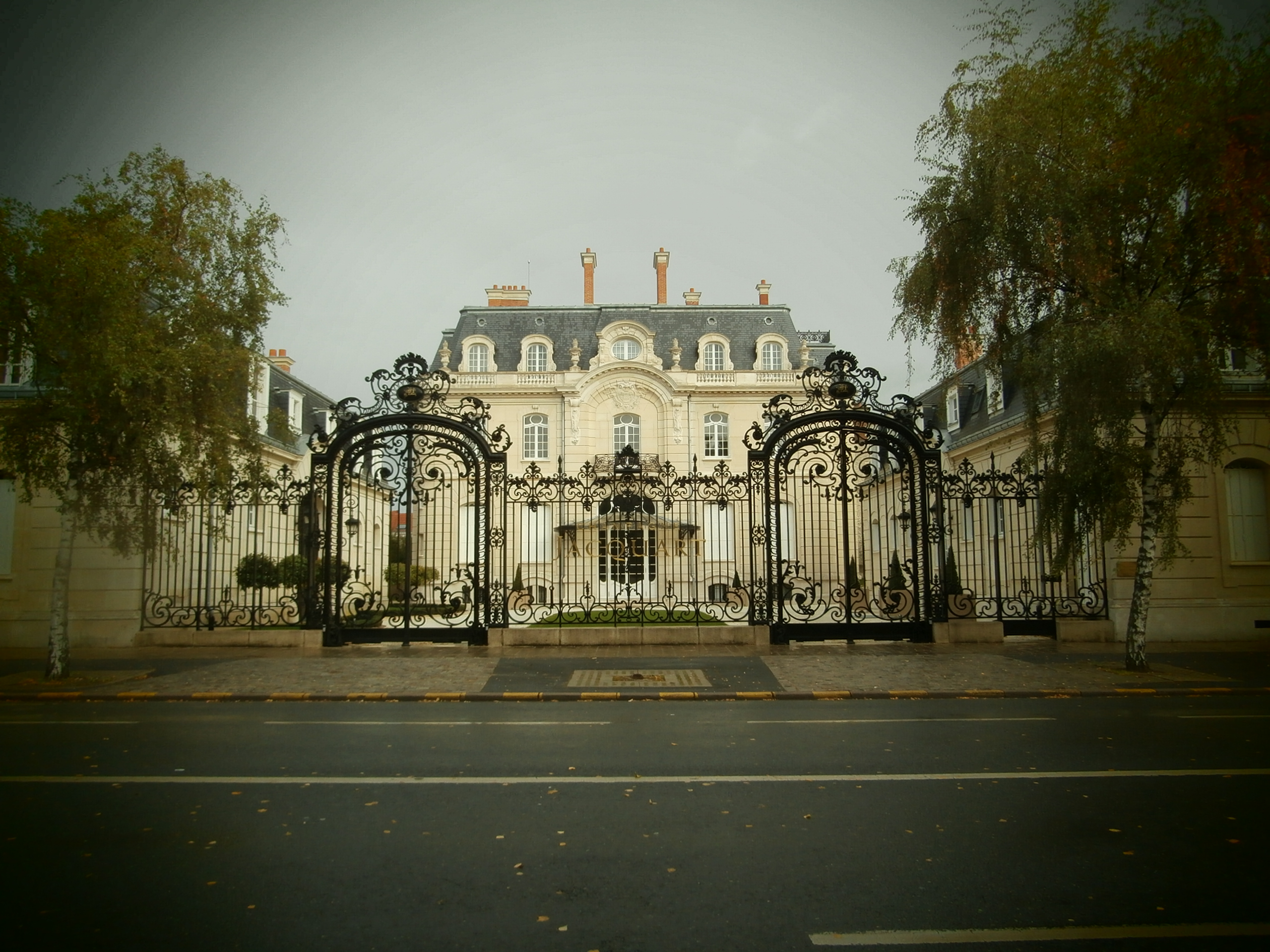
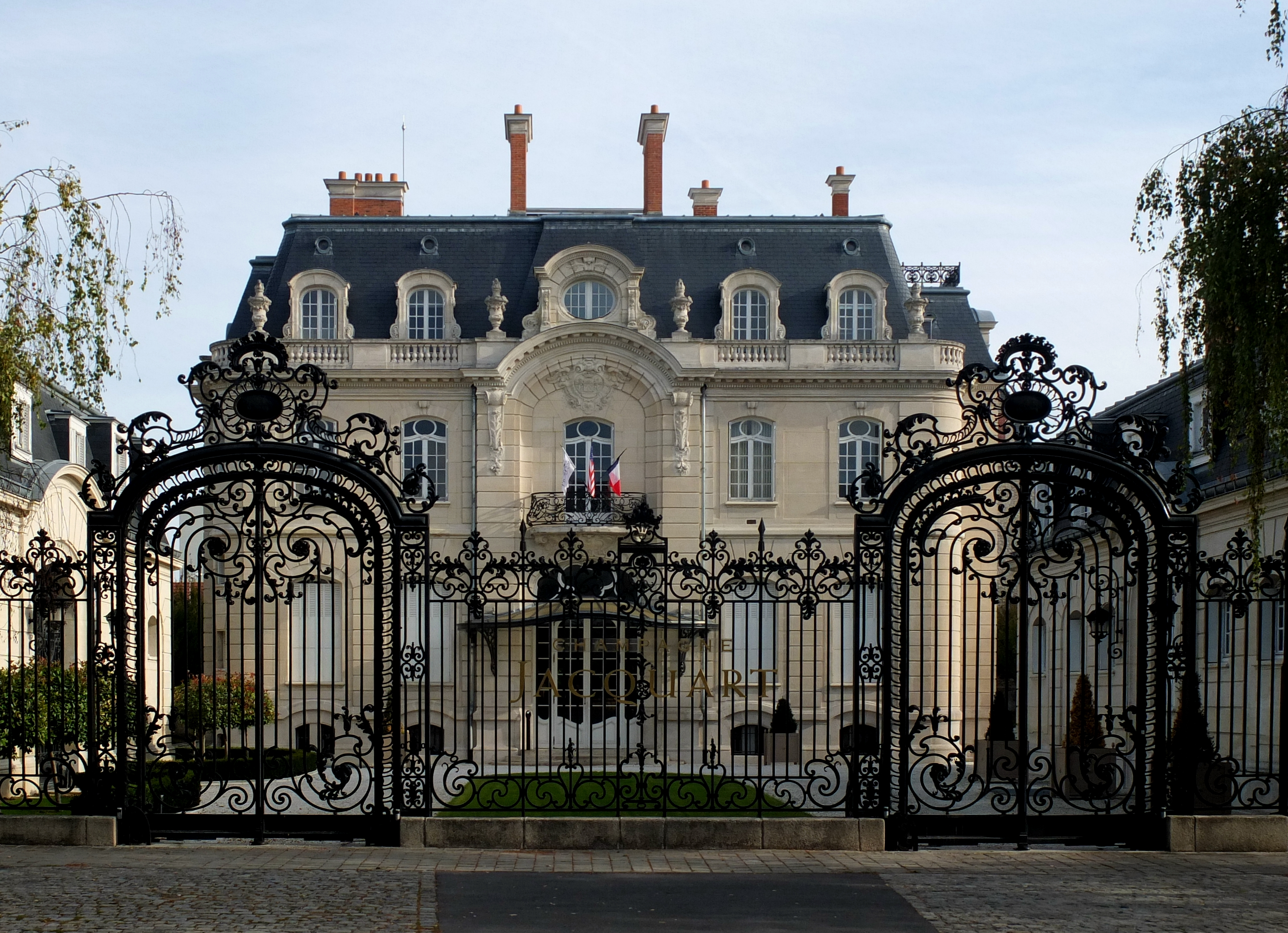
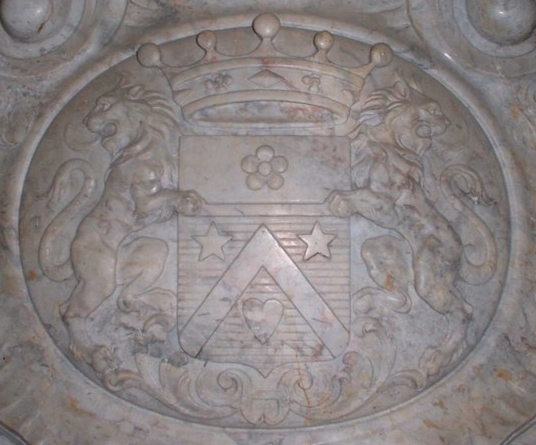
Armoires des vicomtes de Brimont